# Zephyranthes refugiensis
Zephyranthes refugiensis là một loài thực vật có hoa trong họ Amaryllidaceae. Loài này được F.B.Jones miêu tả khoa học đầu tiên năm 1961.